# Гладовка (район Тврдошин)
Гладовка (словац. Hladovka) — деревня на севере Словакии района Тврдошин Жилинского края. Находится в исторической области Орава.
Население на 31 декабря 2019 года — 1051 человек.
Первое письменное упоминание о деревне относится к 1598 году, тогда носила название Елешня.
После распада Австро-Венгрии перешла в состав новообразованной Чехословакии. В 1920—1924 и 1938—1939 годах Гладовка в результате чехословацко-польских приграничных конфликтов принадлежала Польше, в 1939—1945 годах — Словакии, с 1945 по 1993 годах — ЧССР.

## Население
| Год:                | 1994 | 2004    | 2014    | 2024    |
| ------------------- | ---- | ------- | ------- | ------- |
| Количество человек: | 883  | 955     | 1036    | 1098    |
| Разница:            |      | +8,15 % | +8,48 % | +5,98 % |

## Достопримечательности
- Римско-католическая церковь Успения Девы Марии 1808 года